# Le Mayet-de-Montagne
Le Mayet-de-Montagne – miejscowość i gmina we Francji, w regionie Owernia-Rodan-Alpy, w departamencie Allier.

## Demografia
Według danych na rok 1990 gminę zamieszkiwało 1609 osób, a gęstość zaludnienia wynosiła 55 osób/km². W styczniu 2015 r. Le Mayet-de-Montagne zamieszkiwało 1648 osób, przy gęstości zaludnienia wynoszącej 56,3 osób/km².